# Johann (Hans) Bach
Johann (Hans) Bach (1555 - 1615) fue un músico alemán. 
Nació en Andelsbuch, Voralberg. Probablemente hijo de Hans Bach y hermano de Veit Bach, fue violinista y bufón (Spielmann) de la corte de Stuttgart y más tarde de la de Nürtingen, residencia de los duques de Wurtemberg, donde murió. Fue muy prestigioso en su época, como lo demuestran los dos retratos conservados de él como bufón.